# Хирш, Альфред
Альфред (Фреди) Хирш (ивр. פרדי הירש‎, нем. Alfred Hirsch) (11 февраля 1916, Ахен, Германская империя — 8 марта 1944, Освенцим, Генерал-губернаторство) — еврейский спортсмен, учитель спорта и лидер молодёжного движения сионистов, известный тем, что помог тысячам еврейских детей во время немецкой оккупации Чехословакии в Праге, концлагерях Терезиенштадт и Освенцим. Он был заместителем воспитателя детей и руководителем детского блока в семейном лагере Терезиенштадта и в Аушвиц-Биркенау.

## Биография
Хирш родился в Ахене в семье Генриха и Ольги Хирш 11 февраля 1916 года; его отец, который владел мясной лавкой, умер, когда ему было десять лет. После принятия Нюрнбергских законов в 1935 году Хирш переехал в Прагу.
Хирш был одним из первых евреев, которых 4 декабря 1941 года перевезли в концентрационный лагерь Терезиенштадт. Благодаря его происхождению из Германской империи, харизме и осторожному поведению, он смог убедить охранников СС предоставить детям привилегии, включая освобождение от депортации и дополнительные пайки, которые могли спасти их жизни хотя бы временно. Хирш и его помощники поддерживали тайное образование в сложных условиях. Настойчивость Хирша в физических упражнениях, дисциплине и строгой гигиене снизила уровень смертности среди детей.
Семейный лагерь должен был быть ликвидирован 8 марта 1944 года, и популярность Хирша сделала его естественным лидером планируемого восстания. По одним данным, он совершил самоубийство, чтобы не быть свидетелем смерти детей, по альтернативной версии, он был отравлен врачами-капо, которые были бы убиты в случае начала восстания.

## Память

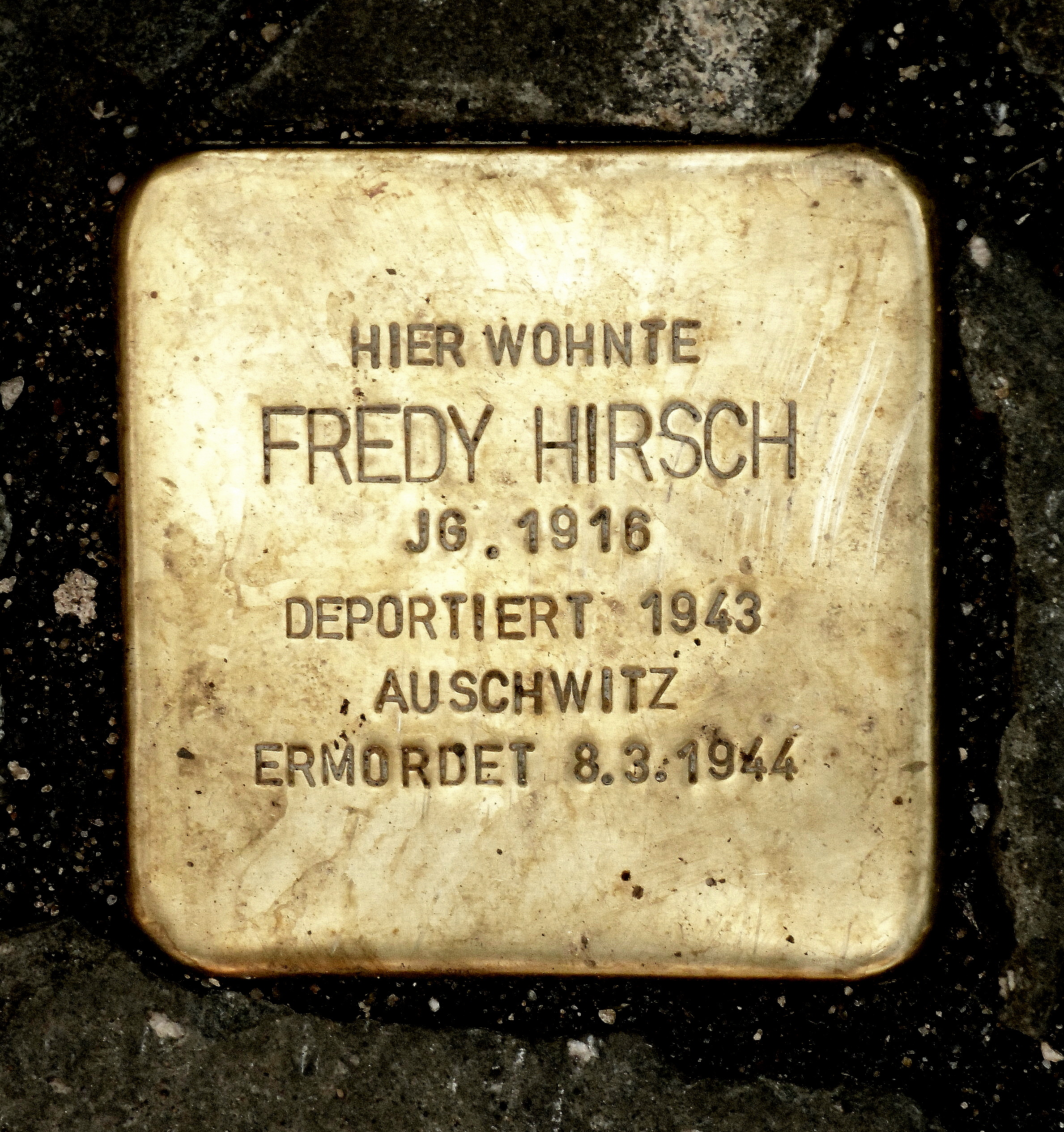
Камень преткновения А. (Ф.) Хирша

В 2008 году камень преткновения был заложен возле дома детства Хирша на Ричардштрассе, 7 в Аахене.